# Карелла, Марина
Мари́на Каре́лла (греч. Μαρίνα Καρέλλα; род. 17 июля 1940, Афины) — греческая художница, скульптор, акварелистка, иллюстратор и дизайнер. Дочь афинского промышленника и дворянина Теодора Карелла и Элли Халикиопулос. Жена принца Михаила Греческого и Датского.

## Творчество
Училась изобразительному искусству в Афинской школе изящных искусств (1960—1963). Продолжила обучение в Париже в Школе изящных искусств (1963—1965). Ученица Я. Царухиса и О. Кокошки.
Марина Карелла начала свою карьеру в 1966, когда представила свою первую выставку на Фестивале Двух Миров в Италии.
Проекты представлены впервые в Галерее Леви в Милане в 1971. В 1970 экспонировалась в галерее Иоласс самой известной частью своих работ. Позже работала с гипсом, мрамором и металлом, проводя любимую темау своих картин к скульптуре. В 1980 году, во время пребывания в Нью-Йорке, его картины отличались больше «темным», а самые последние работы являются портретами или фотографиями вдохновленными природой.
Во время наибольшего успеха Марина Карелла была выставлена в различных городах мира, таких как Нью-Йорк, Лос-Анджелес, Мадрид, Брюссель, Рим и Лондон, её работы хранятся в крупнейших музеях и учреждениях. Отражена более, чем в тридцати персональных выставках в Греции (Афины, Ханья, Салоники) и за рубежом. В 2005 году организовала ретроспективную выставку работ в Музее Бенаки.
Следует также отметить работу художницы со сценографией и костюмами для кино и театра. Сотрудничала со скульптором Такисом в создании Электры (Эпидавр, 1984), фильма Un Reve, а также Que La Nuit (1976), с Национальным театром Piraeus по Шекспиру (1979), с оперой — Дон Жуан (1972) и L' Incoronazione di Poppea (1977) и др. Поиск в сценическом пространстве неизбежно влияет на внешний вид и визуальный выбор.
Работы художницы «источают ощущение тайны и стимулируют зрителя не попасть в интерпретацию, но побродить, почувствовать свободу и путешествия в свой собственный мир», в искусстве «выступают как греческие корни, так и влияние различных цивилизаций».
Некоторые её работы находятся в постоянной коллекции Центра Жоржа Помпиду, музея Воррес в Афинах и Музея Тиссена-Борнемисы.

## Брак
Замужем за принцем Михаилом. Однако, поскольку брак является морганатическим, она не получила титул «Принцесса Греческая и Датская» и не может называться «Её Королевское Высочество». Несмотря на это, может называть себя «Марина, супруга принца Греции и Дании Михаила». Проживают во Франции, США, имеют дом на острове Патмос.

## Дети
- принцесса Александра Греческая (род. 15 октября 1968), замужем за Николасом Мирзаянцем; двое сыновей: Тигран и Дариус Мирзаянц.
- принцесса Ольга Греческая (род. 17 ноября 1971), замужем (гражданская церемония: 16 сентября 2008, Москва; венчание: 27 сентября 2008, Патмос) за троюродным братом принцем Аймоне, сыном Амедео, 5-го герцога Аостского; трое детей: принц Умберто (род. 2009), принц Амедео (род. 2012), принцесса Изабелла (род. 2012).